# 細田勝
細田 勝（ほそだ まさる、1931年〈昭和6年〉6月23日 - 2021年〈令和3年〉12月31日）は、東京都新宿区出身のアナウンサー、大相撲評論家。

## 来歴・人物
早稲田大学文学部卒業。1954年4月、文化放送にアナウンサーとして入社。以来、スポーツアナウンサーとして、33年に渡って活躍。大相撲に対する造詣が深く、1相撲番組を15年に渡って担当。進行を担当した『大相撲熱戦十番』は「大相撲熱戦十番の狂言回し」と自らを紹介した。
文化放送の定年退職後は大相撲評論家として、著書出版の他、講演会活動を行った。
2021年12月31日、腎不全のため死去。その死去は文化放送の後輩アナウンサーである坂信一郎が雑誌『相撲』（ベースボール・マガジン社）に寄稿したことで明らかにされた。90歳没。

## 出演番組
- スポーツ中継
  - プロ野球中継（実況）
  - 大相撲熱戦十番（進行担当）
- たべもの百科
- 細田勝の話せばわかる
- ダイナミックジャンボ（ - 1976年3月）
- おはよう細田勝です（1976年4月5日 - 1978年3月31日）
- 細田勝のしあわせワイド（1981年10月5日 - 1982年10月1日）

## 著書
- 細田勝 編『たべもの百科 文化放送「たべもの百科」より』ルック社、1976年10月31日。NDLJP:12101621。
- 大相撲なんでも 知りたい話・気になる話（1992年1月、星雲社発売・参陽社発行。ISBN 4795220190）